# Констан Джакпа
Конста́н Тоурі́ Зауї́ Джакпа́ (фр. Constant Djakpa, нар. 17 жовтня 1986, Абіджан) — івуарійський футболіст, лівий захисник німецького «Нюрнберга» та національної збірної Кот-д'Івуару.

## Клубна кар'єра
Вихованець футбольної школи клубу «Стелла Клуб» (Аджаме). У дорослому футболі дебютував 2005 року виступами за основну команду цього ж клубу, в якій провів один рік.
Згодом з 2006 по 2008 рік грав у складі команд клубів «Согндал» та «Пандурій».
Своєю грою за останню команду привернув увагу представників тренерського штабу клубу «Баєр 04», до складу якого приєднався 2008 року. Відіграв за команду з Леверкузена наступний сезон своєї ігрової кар'єри, після чого був відданий в оренду до клубу «Ганновер 96», у складі якого провів наступні два роки своєї кар'єри гравця.
З 2011 року захищає кольори франкфуртського «Айнтрахта».

## Виступи за збірну
2007 року дебютував в офіційних матчах у складі національної збірної Кот-д'Івуару. Відтоді провів у формі головної команди країни лише 2 матчі.
Був учасником Кубка африканських націй 2008 року.